# Липатов, Игорь Иванович
И́горь Ива́нович Липа́тов (13 августа 1948, Ржев — 7 марта 2022 года, Москва) — советский и российский учёный в области аэродинамики, член-корреспондент Российской академии наук по Отделению энергетики, машиностроения, механики и процессов управления (избран в 2011), заслуженный профессор МФТИ.

## Биография
Окончил Факультет аэромеханики и летательной техники (ФАЛТ) МФТИ (1972). Ученик В. Я. Нейланда.
Кандидат физико-математических наук. Доктор физико-математических наук (1994), докторская диссертация «Процессы взаимодействия вязких и невязких сверхзвуковых течений, инициируемые внешними возмущениями».
Работал в ЦАГИ им. проф. Н. Е. Жуковского, начальник отдела.
Профессор кафедры теоретической и прикладной аэрогидромеханики (ТиПА) МФТИ.
Скончался после тяжёлой продолжительной болезни.

## Научные интересы
Теоретический анализ течений вязкого газа. На асимптотических моделях исследовал течения с интенсивным массообменом, устойчивость свободно взаимодействующих вязко-невязких течений, особенности ламинарно-турбулентного перехода. Исследовал условия отрыва пограничного слоя, вызываемого вдувом газа с обтекаемой поверхности.
Построил теорию свободного вязко-невязкого взаимодействия течений с малым поверхностным трением, моделирующую предотрывное течение в пограничном слое. Изучил устойчивость течений такого рода.
Внёс значительный вклад в исследование поведения возмущений пространственных пограничных слоёв. Полученные результаты нашли применение при анализе процессов торможения сверхзвуковых неравномерных потоков (псевдоскачков).
Провёл, с использованием асимптотической модели, анализ развития вихрей Гёртлера.
Исследовал распределение нагрузок на теплозащитное покрытие ВКС «Буран».

## Научно-организационная деятельность
- Член редколлегий журналов

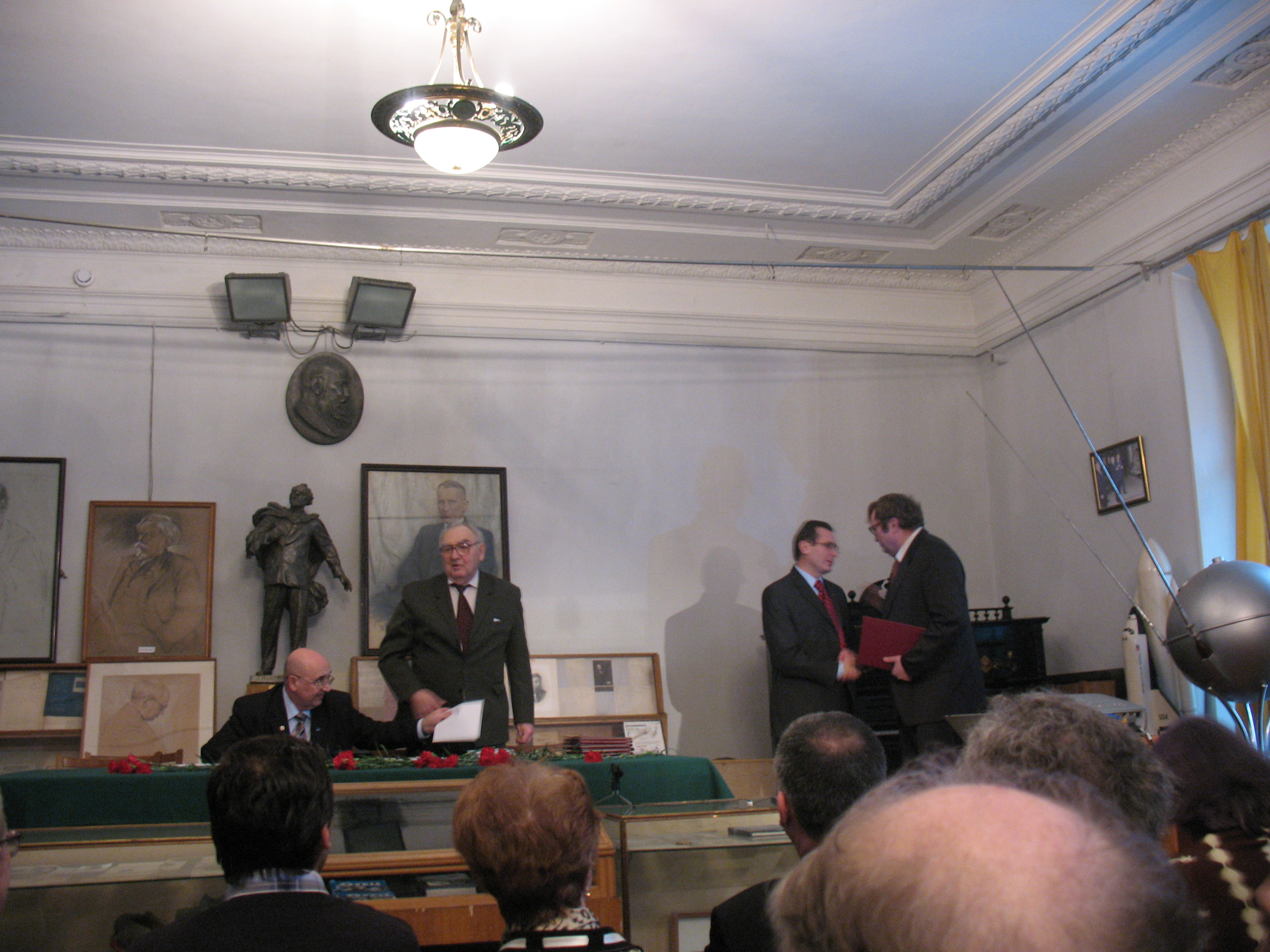
Вручение премии имени Н. Е. Жуковского.
Музей Жуковского, 2009 год.
На сцене, слева-направо: В. Г. Дмитриев, А. П. Красильщиков, С. Л. Чернышёв, И. И. Липатов

  - «Известия РАН. Механика жидкости и газа» и
  - «Учёные записки ЦАГИ».
- Член диссертационных советов
  - Д212.125.04 при МАИ,
  - Д403.004.01 при ЦАГИ,
  - Д212.156.08 при МФТИ.
- Член экспертного совета ВАК РФ по математике и механике.
- Член экспертного совета РФФИ по математике, информатике и механике.
- Член Российского национального комитета по теоретической и прикладной механике.
- член Национального комитета Российской академии наук по тепломассообмену.[5]
- Член научного совета РАН по механике жидкости и газа.
- Член Учёного совета ЦАГИ.
- Постоянный член оргкомитетов ряда научных конференций, в том числе Европейской конференции EUCASS (Flight Physics).
- Действительный член Российской академии естественных наук[6].

## Награды и почётные звания
- Четырежды лауреат премий им. Н. Е. Жуковского

1984 (совм. с В. А. Левиным и В. Ф. Захарченко) — вторая,
1996 (совм. с В. В. Боголеповым, Г. Ф. Глотовым и В. И. Запрягаевым) — с золотой медалью,
2004 (совм. с В. В. Боголеповым, Г. Н. Дудиным и В. Я. Нейландом) — вторая,
2008 (совм. с В. И. Копчёновым, В. Н. Острасем, В. П. Старухиным)— первая.
- Заслуженный профессор МФТИ (2013).